# きんぴら (映画)
「きんぴら」は、1990年12月22日に東映系劇場で公開された日本映画。謎のテレビCMを放映する海賊放送局を舞台としたコメディ。
同時上映は『ゴールドラッシュ』。この2本立てにて、アイドルデュオ「Wink」の「相田翔子」「鈴木早智子」が両作品に別々で出演したことが話題になった（相田：ゴールドラッシュ　鈴木：きんぴら）。

## キャスト
- 間舟：大竹しのぶ
- 午忘零児：仲村トオル
- 松本千代：鈴木早智子

- 権藤健策：綿引勝彦
- 芦田忠男：香川照之
- 刈谷留吉：苅谷俊介

- 垣内隆夫：八名信夫
- 渋崎太助：ベンガル
- 吉野卓矢：ポール牧
- ：多々良純

- ：牧原俊幸
- ：有賀さつき

- ：中沢由美子
- ：長谷部香苗
- ：江崎和代
- ：藍物房子
- ：遠藤憲一
- ：横山あきお
- ：里木佐甫良
- ：木田三千雄
- ：飯田浩幾
- ：辻伊万里
- ：進藤幸
- ：大川万裕子
- ：深町真喜子
- ナレーション：来宮良子

- ：安田洋子
- ：山本緑
- ：稲垣弘子
- ：佐藤貴子
- ：水城多記子
- ：山本千香子
- ：小松由紀子
- ：須藤芳雄
- ：福永喜一
- ：城谷光俊
- ：小林アキショー
- ：吉江芳成
- ：類家拓也
- ：藤巻隆久
- ：今村勝之
- ：清水一彦
- ：西田昌史
- ：新上博己
- ：小山昌幸
- ：戸ヶ里幸広
- ：奥出博志
- ：内田修司

- 三船トヨ：菅井きん
- 大友明信：塩見三省
- 奥野茂：成瀬正孝
- 間雄次：早川雄三

- 織田長信：赤井英和
- 小森明子：中村あずさ（友情出演）

## スタッフ
- 企画：岡田裕介、黒澤満
- プロデューサー：小島吉弘、服部紹男
- 脚本：丸山昇一
- 撮影：柳島克己
- 美術：小澤秀高
- 照明：長田達也
- 録音：林鑛一
- 編集：西東清明
- 助監督：大津是
- キャスティング：飯塚滋
- 記録：桑原みどり
- 撮影（B班）：浜田毅
- 進行主任：望月正雄
- 音楽：大谷和夫
- 音楽監督：鈴木清司
- 音楽プロデューサー：高桑忠男
- 助監督：鳥井邦男、東伸児、松田康洋
- 撮影助手：山本英夫、金子正人、柴主高秀、新井毅、山内匡
- 照明助手：豊見山明長、石川英行、関輝久、渡部嘉、鈴木康介
- 録音助手：佐原聡、永井重生、石黒聡
- 撮影効果：南好哲（NK特機） 度会誠司（NK特機）
- 美術助手：福澤勝広、室岡秀信
- 装置：浜中一文
- セット付：倉林幸夫
- 装飾：坂本享大、肥沼和男、永野洋、三上和志
- 電飾：金田孝夫
- 操演：羽鳥博幸
- 衣裳：江橋綾子（東京衣裳）
- メイク：大塚隆康、尾藤みちよ、杉山典子
- スチール：久井田誠
- 演技事務：河合啓一
- 編集助手：村木恵里
- ネガ編集：水間正勝
- 音響効果：原田サウンド
- リーレコ：岡村昭治
- 進行係：益岡正志、永島伸恭
- 宣伝：石川通生、滝島留一、吉田啓昭
- スタイリング：Eマリコオフィス、手塚まり
- スタイリスト：藤家眞紀子、源武美
- 擬斗：國井正廣
- 刺青：栩野幸知
- 大道具：東映美術センター
- カースタント：TA・KA
- エキストラ：クロキプロ
- 車輌：スキル・ワーク
- テレビ技術協力：オーエイギャザリング、ジャパンテレビ、sanwa
- タイトル：マリンポスト
- 現像：東映化学
- 撮影協力：光電製作所、鴻池組東京本店、ホテルラフォーレ東京、関電工、ミス興業、日石興業、ベルビュー長尾ゴルフ倶楽部、信濃運輸、川崎たちばな通り商店街、川崎駅前仲見世通商店街、シネチッタ、PEARLEVISION、バックスラジオ瀧本美喜雄、エレクトリ、mc Intosh、M・C PECKERS、UBL
- 衣裳協力：NICOLE、TOIMEME、Salalay  Geafeel、CUSHKA、サカイ株式会社、Karl  Lagerfeld、PORT VILA、marie marie、PORTION  HOVIVIE、DANFL HECHTER 、BALL、renoma  PARIS、西武百貨店渋谷店、aqua-love  house
- 製作・配給：東映
- 製作協力：セントラル・アーツ
- 監督：一倉治雄